# Матеуш Гуцман
Матеуш Гуцман (пол. Mateusz Gucman; нар. 19 квітня 1980, Ґлубчиці, Ґлубчицький повіт, Опольське воєводство) — польський борець вільного стилю, чемпіон, срібний та дворазовий бронзовий призер чемпіонатів світу серед військовослужбовців, учасник Олімпійських ігор.

## Життєпис
Боротьбою почав займатися з 1991 року.
Виступав за спортивний клуб «W.K.F.» Грюнвальд. Тренер — Пйотр Краєвський (з 2006), Олег Сугако (з 2003).
Після завершення кар'єри борця перейшов на тренерську роботу. Серед підопічних — Моніка Михалик, дворазова бронзова призерка чемпіонатів світу, чотириразова чемпіонка, триразова срібна та триразова бронзова призерка чемпіонатів Європи, бронзова медалістка Олімпійських ігор.

## Спортивні результати на міжнародних змаганнях

### Виступи на Олімпіадах
| Змагання                    | Збірна | Вагова категорія          | Місце |
| --------------------------- | ------ | ------------------------- | ----- |
| Літні Олімпійські ігри 2008 | Польща | вільна боротьба, до 96 кг | 16    |

### Виступи на Чемпіонатах світу
| Змагання                        | Збірна | Вагова категорія          | Місце |
| ------------------------------- | ------ | ------------------------- | ----- |
| Чемпіонат світу з боротьби 2007 | Польща | вільна боротьба, до 96 кг | 12    |

### Виступи на Чемпіонатах Європи
| Змагання                         | Збірна | Вагова категорія          | Місце |
| -------------------------------- | ------ | ------------------------- | ----- |
| Чемпіонат Європи з боротьби 2006 | Польща | вільна боротьба, до 96 кг | 10    |

### Виступи на Чемпіонатах світу серед військовослужбовців
| Змагання                                                  | Збірна | Вагова категорія           | Місце  |
| --------------------------------------------------------- | ------ | -------------------------- | ------ |
| Чемпіонат світу з боротьби серед військовослужбовців 2005 | Польща | вільна боротьба, до 96 кг  | Золото |
| Чемпіонат світу з боротьби серед військовослужбовців 2006 | Польща | вільна боротьба, до 96 кг  | Бронза |
| Чемпіонат світу з боротьби серед військовослужбовців 2008 | Польща | вільна боротьба, до 96 кг  | Срібло |
| Чемпіонат світу з боротьби серед військовослужбовців 2010 | Польща | вільна боротьба, до 120 кг | 11     |
| Чемпіонат світу з боротьби серед військовослужбовців 2013 | Польща | вільна боротьба, до 120 кг | Бронза |

### Виступи на інших змаганнях
| Змагання                                                      | Збірна | Вагова категорія          | Місце  |
| ------------------------------------------------------------- | ------ | ------------------------- | ------ |
| Гран-прі Німеччини з боротьби 2006                            | Польща | вільна боротьба, до 96 кг | Бронза |
| Олімпійський кваліфікаційний турнір з боротьби 2008 (Мартіні) | Польща | вільна боротьба, до 96 кг | 13     |
| Олімпійський кваліфікаційний турнір з боротьби 2008 (Варшава) | Польща | вільна боротьба, до 96 кг | Бронза |
| Гран-прі Німеччини з боротьби 2008                            | Польща | вільна боротьба, до 96 кг | 5      |
| Гран-прі Німеччини з боротьби 2010                            | Польща | вільна боротьба, до 96 кг | 10     |

### Виступи на змаганнях молодших вікових груп
| Змагання                                       | Збірна | Вагова категорія          | Місце |
| ---------------------------------------------- | ------ | ------------------------- | ----- |
| Чемпіонат Європи з боротьби серед юніорів 2000 | Польща | вільна боротьба, до 85 кг | 4     |